# (This Is) The Dream of Evan and Chan
(This Is) The Dream of Evan and Chan è una canzone di Dntel in collaborazione con Ben Gibbard, inserita nell'album Life Is Full of Possibilities pubblicato il 30 ottobre 2001.